# Movimento Rivoluzionario Popolare
Le Movimento Rivoluzionario Popolare (en français: Mouvement révolutionnaire populaire) formé en 1979 est la branche armée du groupe d'extrême droite Costruiamo l'azione.

## Histoire
La mitre et la bêche croisées sont choisies comme symbole pour rompre idéologiquement avec le monde néo-fasciste et pour entamer « une composition également de classe, de l'environnement révolutionnaire »[réf. nécessaire].
Les dirigeants du groupe sont Paolo Aleandri et Marcello Iannilli[réf. nécessaire].
Comme l'a écrit la commission des massacres : « Les attaques commises au printemps 1979 et revendiquées avec l'abréviation Mouvement révolutionnaire populaire et le logo de la croix et de la bêche croisées sont des références idéologiques et politiques au domaine. Nous construisons l'action, tant pour l'implication directe dans l'expérience d'agrégation menée par le journal, à la fois pour la parfaite coïncidence entre la ligne soutenue par celui-ci et le choix des objectifs ».

## Attentats et revendications
Quelque 80 attaques ont été attribuées au MRP, dont celles contre le Capitole le 13 mai 1979, contre la prison de Regina Coeli le 14 mai, à la Farnesina (24 mai) et contre le Conseil supérieur de la magistrature, échec dû à un défaut de minuterie censé déclencher le bombardement de la Piazza Indipendenza, le 20 mai, à l'occasion de la réunion nationale des Alpes à Rome. Actions réalisées avec usage d'explosifs. Mario Amato, le juge assassiné par les NAR le 23 juin 1980 a enquêté sur le MRP[réf. nécessaire].